# Шатнај ан Франс
Шатнај ан Франс (фр. Châtenay-en-France) је насељено место у Француској у региону Париски регион, у департману Долина Оазе.
По подацима из 2011. године у општини је живело 71 становника, а густина насељености је износила 23,13 становника/km².

## Демографија
| 1962. | 1968. | 1975. | 1982. | 1990. | 2011. |
| ----- | ----- | ----- | ----- | ----- | ----- |
| 69    | 53    | 69    | 75    | 60    | 71    |